# Tadeusz Fajfer
Tadeusz Fajfer (ur. 24 kwietnia 1959 w Poznaniu) – polski piłkarz grający na pozycji bramkarza i trener piłkarski.

## Życiorys
Karierę rozpoczynał w Lechu Poznań. Później był zawodnikiem Lechii Gdańsk (Puchar i Superpuchar Polski w 1983), Chrobrego Głogów, Czarnych Wróblewo, VfL Herzlake i Dyskobolii Grodzisk Wielkopolski. Wystąpił w 36 meczach I ligi polskiej (8 w Lechii i 28 w Dyskobolii). Po zakończeniu kariery w 1998 roku został trenerem bramkarzy Dyskobolii, aż do momentu kiedy został zastąpiony przez Jacka Kazimierskiego.
Po zakończeniu kariery był w Dyskobolii kierownikiem drużyny i zajmował się wyszukiwaniem utalentowanych graczy w Polsce i za granicą. 1 grudnia 2022 został dyrektorem sportowym Warty Poznań.